# Mieszanina oziębiająca

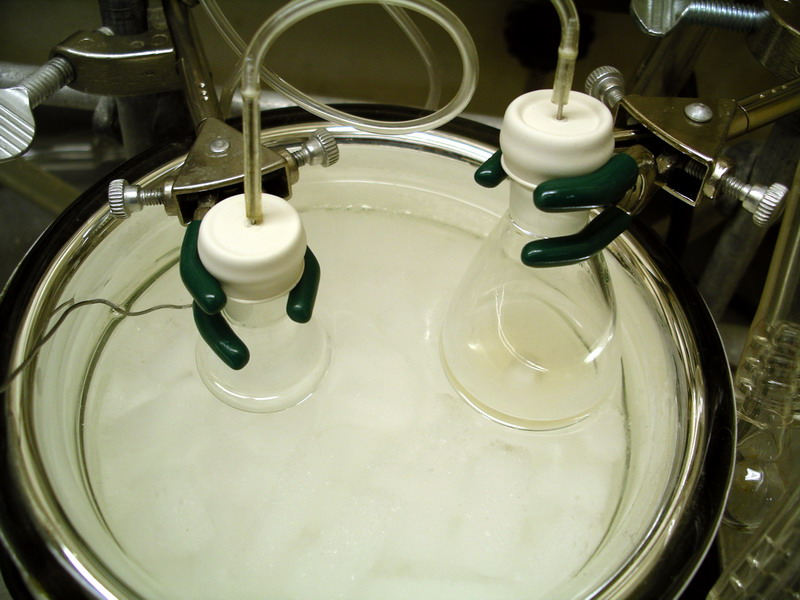
Przykład zastosowania mieszaniny oziębiającej podczas reakcji.

Mieszanina oziębiająca – mieszanina soli z wodą lub lodem, które tworząc roztwór,
pochłaniają ciepło z otoczenia, oziębiając je. Np. mieszanina lodu z solą kuchenną osiąga temperaturę −22 °C, a z chlorkiem wapnia (CaCl
2) −55 °C. Temperatura układu sól–lód odpowiada temperaturze jego punktu eutektycznego. 